# هرمیتگ (آرکانزاس)
هرمیتگ (آرکانزاس) (به انگلیسی: Hermitage, Arkansas) در ایالات متحده آمریکا با جمعیت ۸۳۰ نفر است که در آرکانزاس واقع شده‌است.

## موقعیت جغرافیایی
موقعیت جغرافیایی شهرها و مناطق اطراف به شرح زیر است: